# Seznam skladatelů vážné hudby, O
Seznam skladatelů vážné hudby podle abecedy:
A – B –
C – Č –
D – E – 
F – G –
H – Ch –
I – J –
K – L –
M – N –
O – P –
Q – R –
Ř – S –
Š – T –
U – V –
W – X –
Y – Z –
Ž

## Ob – Ok
- Karl Oberthür (1819–1895)
- Mariano Obiols (1809–1888)
- Nikolaj Obouhov (1892–1954)
- Robert Oboussier (1900–1957)
- Fernando Obradors (1897–1945)
- Jacob Obrecht (1450–1505)
- Jana Obrovská (1930–1987)
- Michael Obst (1955)
- Turlough O'Carolan (1670–1738)
- Johannes Ockeghem (1410–1497)
- Andrej Očenáš (1911–1995)
- Jaroslav Očenášek (1901–1968)
- Krsto Odak (1888–1965)
- Elisabetta Oddone Sulli-Rao (1878–1972)
- Henrik Odegaard (1955)
- Karel Odstrčil (1930–1997)
- Robert O'Dwyer (1862–1949)
- Jan Loheloius Oehlschlägel (1724–1768)
- Jacques Offenbach (1819–1880)
- Will Ogdon (1921)
- Michal Kleofas Ogiňski (1765–1833)
- Roh Ogura (1916–1990)
- Maurice Ohana (1913–1992)
- Geoffrey O'Hara (1882–1967)
- Kane O'Hara (1711–1782)
- Hiroshi Ohguri (1918–1982)
- Masao Ohki (1901–1971)
- Anders Öhrwall (1932)
- Hisato Ohzawa (1909–1953)
- Siegfried Ochs (1858–1929)
- Sebastian Ochsenkun (1521–1574)
- Eduard Oja (1905–2005)
- Teiichi Okano (1878–1941)
- Paul Okkenhaug (1908–1975)

## Ol–On
- Tiberiu Olah (1928–2002)
- Per Ölander (1824–1886)
- Franz Martin Olbrisch (1952)
- Arne Oldberg (1874–1962)
- Artur Oldham (1926–2003)
- Kevin Oldham (1960–1993)
- Josef Olejník (1914)
- Alexander Olenin (1865–1944)
- Thomas Agerfeldt Olesen (1969)
- Johann Christoph Oley (1738–1789)
- John Oliver (1959)
- Stephen Oliver (1950–1992)
- Pauline Oliveros (1932)
- Angelo Oliviero (16??–16??)
- Simpliciano Olivo (1594–1680)
- Kent Olofsson (1962)
- Carl Gustave Sparre Olsen (1903–1984)
- Ole Olsen (1850–1927)
- Poul Rovsing Olsen (1922–1982)
- Otto Olsson (1879–1964)
- Endre Olsvay (1961)
- Josef Omáčka (1869–1939)
- František Ondříček (1857–1922)
- Peter van Onna (1966)
- Alessandro Onofri (1874–1932)
- George Onslow (1784–1853)

## Oo–Or
- Cornelie van Oosterzee (1863–1943)
- Henryk Opienski (1870–1942)
- György Orbán (1947)
- Anne-Marie Orbeck (1911–1996)
- Konstantin Orbelian (1928)
- Julian Orbón (1925–1991)
- Boris Ord (1897–1961)
- Karl von Ordónez (1734–1786)
- Cecilie Ore (1954)
- Anastasio Orefice (16??–17??)
- Antonio Orefice (16??–17??)
- Giacomo Orefice (1865–1922)
- Tarik O'Regan (1978)
- Sergej Dmitrijevič Orechov (1935–1998)
- Jose de Orejon y Aparicio (1706–1765)
- Preston Ware Orem (1865–1938)
- Carl Orff (1895–1982)
- Teofilo Orgiani (16??–1725)
- Vincenzo Orgitano (1735–1807)
- William Orchard (1867–1961)
- Pietro Oriola (1440–1484)
- Santi Orlandi (?–1619)
- Giuseppe Maria Orlandini (1676–1760)
- Erich Orlický (1911–1982)
- Antoni Orlowski (1811–1861)
- Leo Ornstein (1892–2002)
- Alessandro Orologio (1550–1633)
- Karamoldo Orozov (1883–1960)
- Buxton Orr (1924–1997)
- Charles Wilfrid Orr (1893–1976)
- Robin Orr (1909–2006)
- Juan Antonio Orrego-Salas (1919)
- Alfredo Ortiz (1946)
- Diego Ortiz (1510–1570)
- Marbrianus de Orto (1460–1529)
- Riz Ortolani (1931)
- Hanne Orvad (1945)
- Timme Orvad (1943)

## Os–Oz
- David Osbon (1963)
- Nigel Osborne (1948)
- Lucas Osiander (1534–1604)
- JensPeter Ostendorf (1944–2006)
- Slavko Osterc (1895–1941)
- Fredrik Österling (1966)
- Otakar Ostrčil (1879–1935)
- Henrique Oswald (1852–1931)
- James Oswald (1710–1769)
- Oswald von Wolkenstein (1376–1445)
- Atsutada Otaka (1944)
- Hisatada Otaka (1911–1951)
- Ion Otescu (1888–1940)
- August von Othegraven (1864–1946)
- Kaspar Othmayr (1515–1553)
- Stanislav Otruba (1868–1949)
- Charles Ots (1776–1845)
- David Ott (1947)
- Bernardo Ottani (1736–1827)
- Hans Otte (1926–2007)
- Willem van Otterloo (1907–1978)
- Julius Otto (1804–1877)
- Valerius Otto (1579–1612)
- Claude Oudot (16??–1696)
- Cristóbal Oudrit y Segura (1825–1877)
- Markku Ounaskari (1967)
- Frederick Gore Ouseley (1825–1889)
- Vjačeslav Ovčinikov (1936)
- Hall Overton (1920–1972)
- Richard Owen (1922)
- Etienne Ozi (1754–1813)